# Dayton (Minnesota)
Dayton és una població dels Estats Units a l'estat de Minnesota. Segons el cens del 2000 tenia 4.699 habitants.

## Demografia
Segons el cens del 2000, Dayton tenia 4.699 habitants, 1.550 habitatges, i 1.292 famílies. La densitat de població era de 77,4 habitants per km².
Dels 1.550 habitatges en un 45,7% hi vivien nens de menys de 18 anys, en un 71,9% hi vivien parelles casades, en un 7,9% dones solteres, i en un 16,6% no eren unitats familiars. En l'11,7% dels habitatges hi vivien persones soles el 2,1% de les quals corresponia a persones de 65 anys o més que vivien soles. El nombre mitjà de persones vivint en cada habitatge era de 3,03 i el nombre mitjà de persones que vivien en cada família era de 3,29.
Per edats la població es repartia de la següent manera: un 30,5% tenia menys de 18 anys, un 7,8% entre 18 i 24, un 33,2% entre 25 i 44, un 23,7% de 45 a 60 i un 4,7% 65 anys o més.
L'edat mediana era de 35 anys. Per cada 100 dones de 18 o més anys hi havia 105,1 homes.
La renda mediana per habitatge era de 66.875 $ i la renda mediana per família de 71.356 $. Els homes tenien una renda mediana de 41.476 $ mentre que les dones 30.386 $. La renda per capita de la població era de 27.756 $. Entorn de l'1% de les famílies i el 2,7% de la població estaven per davall del llindar de pobresa.

## Poblacions més properes
El següent diagrama mostra les poblacions més properes.